# Argidia suprema
Argidia suprema är en fjärilsart som beskrevs av William Schaus 1912. Argidia suprema ingår i släktet Argidia och familjen nattflyn. Inga underarter finns listade i Catalogue of Life.